# Comunismo religioso
El comunismo religioso es una forma de comunismo centrada en principios religiosos. El término alude normalmente a un grupo de sociedades religiosas utópicas que practican la abolición voluntaria de la propiedad privada para establecer la comunidad de bienes, en la que los beneficios son distribuidos según las necesidades de las personas, y cada persona realiza actividades laborales según sus capacidades. El término también se emplea para describir las ideas de individuos y grupos religiosos que plantean la aplicación de políticas comunistas en una sociedad que no renuncie a los principios.
El uso de la palabra "comunismo" en un contexto religioso es previo al uso del término en contextos más seculares, y puede encontrarse en la obra de François Babeuf en el siglo XVIII. A causa de la naturaleza secular del marxismo, muchas personas religiosas situadas en la izquierda política se oponen al empleo del término "comunismo" para referirse a sociedades comunales religiosas, prefiriendo términos como comunalismo. El comunismo religioso se relaciona más con el anarquismo que con el marxismo[cita requerida]

## Descripción general
El término comunismo religioso se ha utilizado para describir una variedad de movimientos sociales o religiosos a lo largo de la historia. La "comuna de los primeros cristianos de Jerusalén" ha sido descrita como un grupo que practicaba el comunismo religioso.  Las enseñanzas de Mazdak, un reformador persa protosocialista religioso, también se han denominado comunismo temprano.
Según Ben Fowkes y Bulent Gokay, el bolchevique Mijaíl Skachko afirmó en el Congreso de los Pueblos del Oriente que "la religión musulmana tiene sus raíces en los principios del comunismo religioso, por el cual ningún hombre puede ser esclavo de otro, y ni un solo pedazo de tierra puede ser de propiedad privada".  

## Definición
TM Browning describió el comunismo religioso como una forma de comunismo que "surge directamente de los principios nativos de una religión", y Hans Hillerbrand definió el comunismo religioso como movimientos religiosos que abogaban por la "propiedad comunitaria de bienes y la abrogación concomitante de la propiedad privada". Browning y Hillerbrand distinguieron el comunismo religioso del comunismo político, así como del socialismo económico. Además, Hillerbrand contrasta el comunismo religioso con el marxismo, al que describe como una ideología que exigía la eliminación de la religión. Donald Drew Egbert y Stow Persons argumentaron que "[c]ronológicamente, el comunismo religioso tendía a preceder al [comunismo] secular". Otros académicos sugirieron que el comunismo político tradicional, o marxismo, siempre ha sido una variedad de religión.
En la Europa cristiana, se creía que los comunistas habían adoptado el ateísmo. En la Inglaterra protestante, el comunismo estaba demasiado cerca del rito de comunión católico, y el término preferido era socialista. En 188, Friedrich Engels sostuvo que, en 1848, cuando se publicó el Manifiesto del Partido Comunista, el socialismo era respetable en Europa mientras que el comunismo no lo era. Los owenistas en Inglaterra y los fourieristas en Francia eran considerados socialistas respetables, mientras que los movimientos de la clase trabajadora que "proclamaban la necesidad de un cambio social total" se autodenominaban comunistas. Esta rama del socialismo produjo la obra comunista de Étienne Cabet en Francia y Wilhelm Weitling en Alemania.

## Historia
Algunos académicos han utilizado el término comunismo religioso para describir algunos movimientos protestantes del siglo XVII, como algunos grupos anabaptistas como los huteritas, los amish y los menonitas, que "rechazaban la propiedad personal".    Bhabagrahi Misra y James Preston describieron el "comunismo religioso de los Shakers" como una "comunidad en la que todos los bienes se mantienen en común". Larry Arnhart describió el "comunismo religioso en la Comunidad de Oneida" como un sistema en el que "a excepción de unos pocos artículos personales, compartían toda su propiedad". Albert Fried escribió que "el comunismo religioso estadounidense alcanzó su apogeo" en la década de 1850 "con el surgimiento de la Comunidad de Oneida".
Según Rod Janzen y Max Stanton, los huteritas creían en la estricta adhesión a los principios bíblicos y a la "disciplina eclesiástica" y practican una forma de comunismo. Los huteritas "establecieron en sus comunidades un riguroso sistema de Ordnungen, que eran códigos de reglas y regulaciones que gobernaban todos los aspectos de la vida y aseguraban una perspectiva unificada. Como sistema económico, el comunismo cristiano era atractivo para muchos de los campesinos que apoyaban la revolución social en la Europa central del siglo XVI", como ocurrió en la Guerra de los Campesinos Alemanes. Friedrich Engels llegó a considerar a los anabaptistas como protocomunistas".
Otros académicos han utilizado el término comunismo religioso para describir un movimiento social comunista que se desarrolló en París en la década de 1840, que fue organizado por "oficiales artesanos nacidos en el extranjero, principalmente de habla alemana, que se habían establecido allí".
A principios del siglo XX, antes del surgimiento del bolchevismo en Rusia, algunos intelectuales abogaron por la implementación de una forma de comunismo que incorporara la ideología cristiana "como una alternativa al marxismo". Además, algunos teólogos católicos organizaron grupos a fines del siglo XX para crear un diálogo entre la Iglesia Católica y el Partido Comunista de Italia.

## Ejemplos de comunismo religioso
El término "comunismo religioso" ha sido aplicado para describir las prácticas de varias órdenes de monjes y monjas de religiones como el cristianismo, el taoísmo, el jainismo, el hinduismo y el budismo. Esta ideología señala, por ejemplo, que en la Biblia habría evidencia de que los primeros cristianos vivieron en comunidades organizadas según principios comunistas.
El movimiento de los cavadores en Inglaterra en el año 1649 puede ser descrito como ejemplo de comunidad religiosa. Los cavadores se preocupaban particularmente de la propiedad comunal de la tierra.
Desde comienzos del siglo XX hasta la actualidad las formas más difundidas de comunismo inspirado en lo religioso han sido practicadas en los kibutz de Israel.

### Comunismo cristiano
Artículo principal: comunismo cristiano

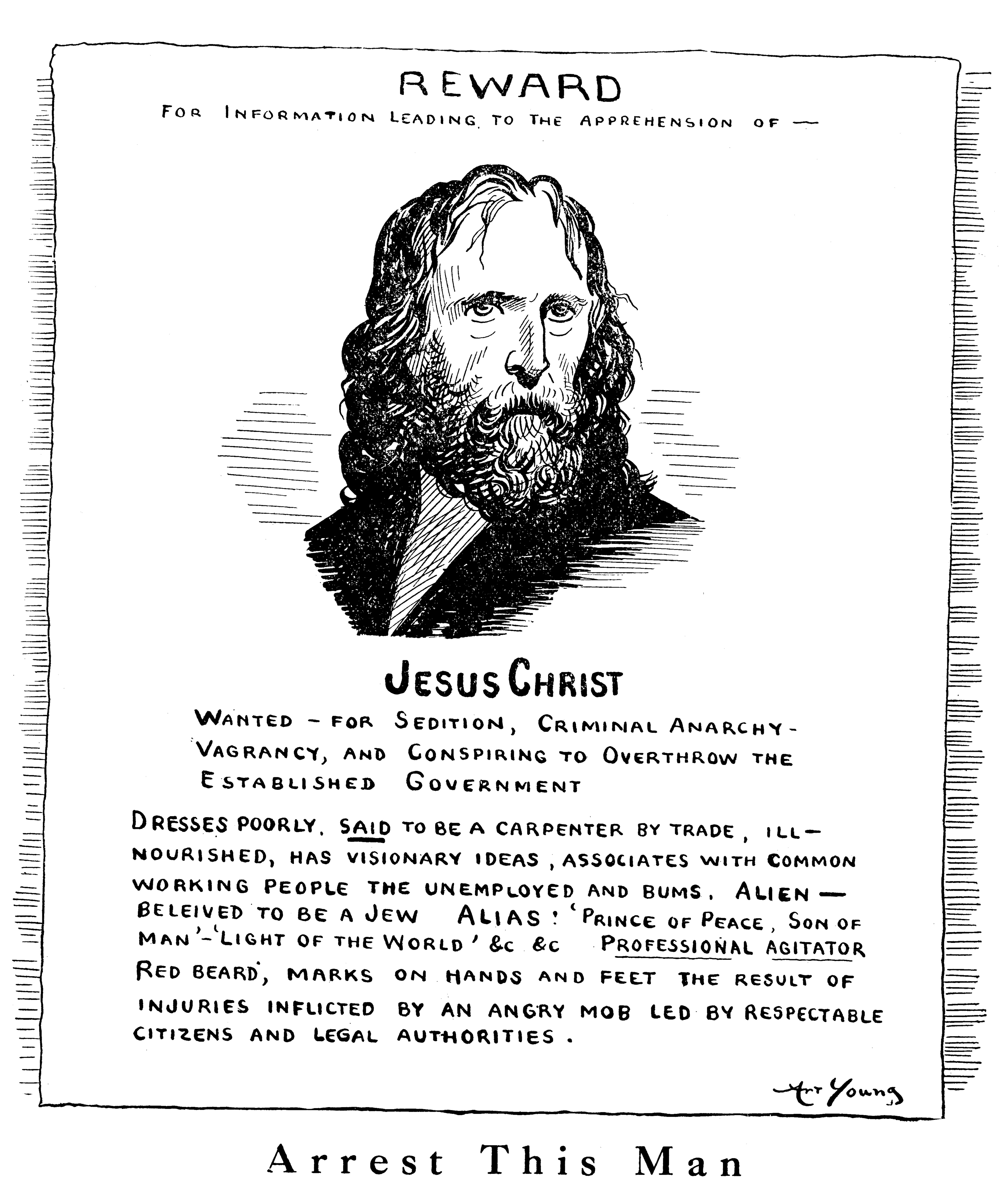
The Masses, caricatura política de 1917 del caricaturista socialista Art Young.

Las enseñanzas de Jesús son frecuentemente descritas como comunistas por los comunistas cristianos religiosos y otros comunistas. Hechos 4:35 registra que en la Iglesia Primitiva en Jerusalén, "nadie decía ser suyo propio nada de lo que poseía"; el patrón desaparecería más tarde de la historia de la iglesia, excepto dentro del monacato.
Los comunistas cristianos ven a la Iglesia Cristiana Primitiva, como se describe en los Hechos de los Apóstoles, como una forma temprana de comunismo y socialismo religioso. La opinión es que el comunismo era simplemente el cristianismo en la práctica, y Jesús fue el primer comunista. Thomas Müntzer lideró un importante movimiento comunista anabaptista durante la Guerra de los Campesinos Alemanes del siglo XVI, que Friedrich Engels analizó en Las Guerras Campesinas en Alemania. El ethos marxista que aspira a la unidad refleja la enseñanza universalista cristiana de que la humanidad es una y que hay un solo dios que no discrimina entre las personas.
El comunismo cristiano es una forma temprana de socialismo y comunismo premarxista basado en el cristianismo. Es una teoría teológica y política basada en la visión de que las enseñanzas de Jesús obligan a los cristianos a apoyar el comunismo como el sistema social ideal. Aunque no hay un acuerdo universal sobre la fecha exacta en que se fundó el comunismo cristiano, muchos comunistas cristianos dicen que la evidencia de la Biblia sugiere que los primeros cristianos, incluidos los apóstoles en el Nuevo Testamento, establecieron su pequeña sociedad comunista en los años posteriores a la muerte y Resurrección de Jesús. Muchos defensores del comunismo cristiano y otros comunistas, incluido Karl Kautsky, argumentan que el comunismo fue enseñado por Jesús y practicado por los apóstoles.  Varios historiadores independientes han apoyado esta última opinión.          
Mientras que los críticos del socialismo, incluida la enseñanza social católica propuesta por varios papas, argumentan que Jesús era más comunitario que comunista.
En el siglo XVI, el escritor inglés Tomás Moro, venerado en la Iglesia Católica como un santo, retrató una sociedad basada en la propiedad común en su tratado "Utopía", cuyos líderes la administraban a través de la razón.
En la Revolución Inglesa, varias agrupaciones  apoyaron esta idea, especialmente los Cavadores (Diggers), que defendían claros ideales comunistas pero agrarios.   Sin embargo, la actitud de Oliver Cromwell y los Grandes hacia estos grupos fue, en el mejor de los casos, ambivalente y a menudo hostil.
En la era de la Ilustración del siglo XVIII, continuó la crítica de la idea de la propiedad privada a través de pensadores como el profundamente religioso Jean-Jacques Rousseau. Criado como calvinista, Rousseau fue influenciado por el movimiento jansenista dentro de la Iglesia Católica. Uno de los principales objetivos jansenistas era democratizar para detener la corrupción aristocrática en la cima de la jerarquía de la Iglesia.
En la China del siglo XIX, los participantes de la Rebelión Taiping, que fundaron el Reino Celestial Taiping, un reino teocrático sincrético cristiano-shenico, son vistos por el Partido Comunista Chino como protocomunistas.

### Comunismo islámico
Los investigadores han comentado sobre la naturaleza comunista de la sociedad construida por los Cármatas de los Ismailitas alrededor del Oasis de Al-Hasa entre los siglos IX y X. Kenneth Rexroth describe esta comunidad como practicante del "comunismo de la pandilla urbana o la banda errante de ladrones", mientras que Jacques Bidet afirma que el comunismo es inherente a la modernidad, y por lo tanto ningún ejemplo en la antigüedad o en los tiempos medievales califica como verdadero comunismo debido a la falta de conciencia de clase en esas épocas.  
El marxismo islámico intenta aplicar las enseñanzas económicas, políticas y sociales marxistas dentro de un marco islámico. La afinidad entre los ideales marxistas e islámicos de justicia social ha llevado a algunos musulmanes a adoptar formas de marxismo desde la década de 1940. Los marxistas islámicos creen que el Islam satisface las necesidades de la sociedad y puede adaptarse o guiar los cambios sociales que el marxismo espera lograr. Los marxistas islámicos también rechazan las opiniones marxistas tradicionales sobre el materialismo y la religión.